# Hákun Djurhuus
Hákun Djurhuus (født 11. december 1908 i Tórshavn, død 22. september 1987 smst.) var en færøsk politiker, der var Færøernes lagmand fra 1963 til 1967. Han var desuden leder af Fólkaflokkurin gennem 29 år og medlem af Lagtinget i 34 år.
Djurhuus blev uddannet lærer i 1932 og fik derefter arbejde i Skálabotnur og Innan Glyvur, indtil han i 1934 blev ansat ved en skole i Klaksvík, hvor han var til 1976. Fra 1936-1946 var han chefredaktør for avisen Norðlýsið.
Han var kommunalbestyrelsesmedlem i Klaksvíks byråd 1946–1951, heraf borgmester 1950–1951. Han blev valgt til Lagtinget for første gang i 1946 og var formand for Lagtinget fra 1950 til 1951. Samme år blev han valgt til leder af Fólkaflokkurin og var frem til 1957 minister uden portefølje under lagmand Kristian Djurhuus. I løbet af denne periode pågik Klaksvíkstriden, og Hákun Djurhuus fandt en hjemmelavet bombe i sit hjem. Den var blevet installeret, da ingen var hjemme i huset, men var fejlkonstrueret og gik derfor aldrig af. I 1957 blev han medlem af Folketinget som Thorstein Petersens stedfortræder da Thorstein Petersen mistede sit mandat, og sad i første omgang til 1960 og var atter medlem fra 1968 til 1973.
Hákun Djurhuus blev 4. januar 1963 lagmand i en stor koalition bestående af Fólkaflokkurin, Tjóðveldisflokkurin, Sjálvstýrisflokkurin og Framburðsflokkurin. Regeringen sad fire år, og Djurhuus blev ikke minister igen. Han trak sig fra politik ved lagtingsvalget i 1980, hvor han samtidig gik af som partileder og lagtingsmedlem.

## Hæder
Han blev Ridder af Dannebrog 1957 og Ridder af 1. grad 1963